# Locomotive électrique
Pour le train électrique en tant que jouet, voir train jouet.
 (août 2016).
Si vous disposez d'ouvrages ou d'articles de référence ou si vous connaissez des sites web de qualité traitant du thème abordé ici, merci de compléter l'article en donnant les références utiles à sa vérifiabilité et en les liant à la section « Notes et références ».

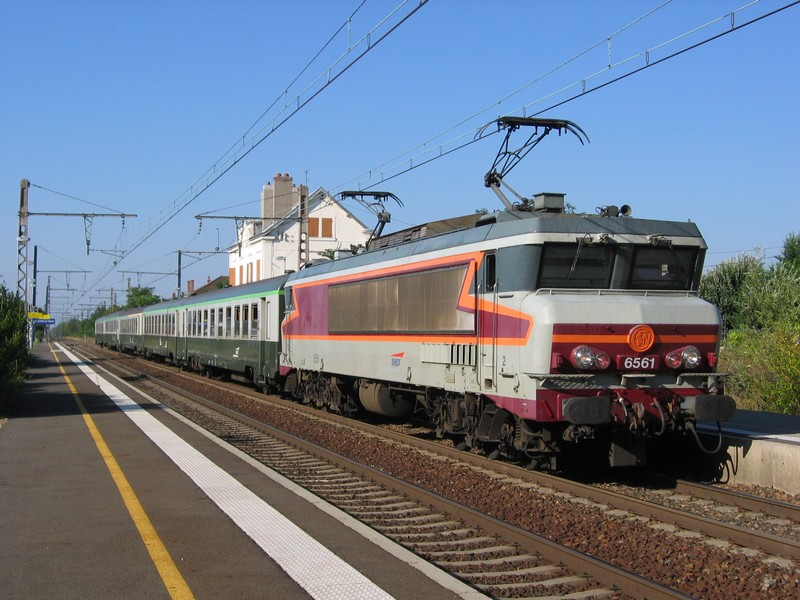
Locomotive électrique CC 6500 en tête d'un train régional en France.

Une locomotive électrique est une locomotive mue par des moteurs électriques.
Les moteurs sont alimentés par une ligne de contact aérienne, par un troisième rail latéral (notamment sur les métros), par des accumulateurs ou, pour les locomotives Diesel-électriques, grâce à un moteur Diesel entraînant un alternateur.

## Histoire

### Premières expérimentations
La première locomotive électrique connue, alimentée par des piles électriques, a été construite en 1837 par un chimiste écossais d'Aberdeen, Robert Davidson. Davidson a par la suite construit une locomotive plus grosse, appelée Galvani et l'a présentée à l'exposition de la Société écossaise royale des arts en 1841. Cette machine de sept tonnes avait deux moteurs à reluctance variable en prise directe sur les essieux. Alimentée par piles électriques galvaniques elle a tiré un train de six tonnes à 6 km/h sur plus de deux kilomètres. Elle aurait été détruite par des employés de la compagnie Edinburgh and Glasgow Railway qui l'ont perçue comme une menace pour leur emploi. C'était alors une attraction transportant des passagers qui fut ensuite présentée à Londres en 1842
.
En 1879 à Berlin, Werner von Siemens fait rouler un train de démonstration tracté par une locomotive électrique sur un circuit circulaire de 300 m. C'est le premier train à traction électrique alimenté par 3e rail sur lequel roulait un galet collecteur. La petite locomotive électrique était entraînée à 13 km/h par un moteur série de 2,2 kW alimenté en 150 V continu .

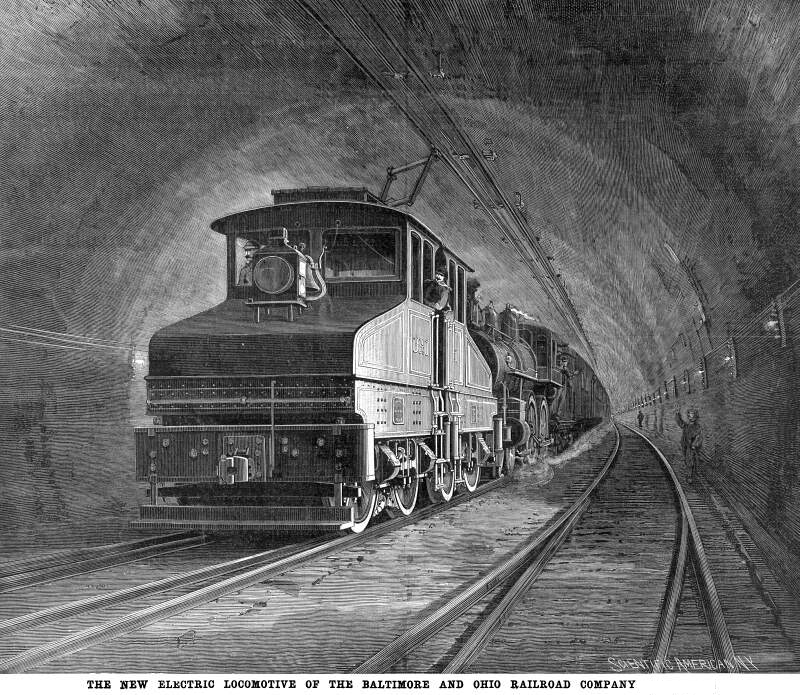
La locomotive électrique Baltimore & Ohio, 1895, remorque les trains pour la traversée du tunnel. La ligne de contact à section en ∩ était disposée au sommet de la voûte. Le pantographe plan s'inclinait pour suivre la ligne.

Les premiers trains électriques
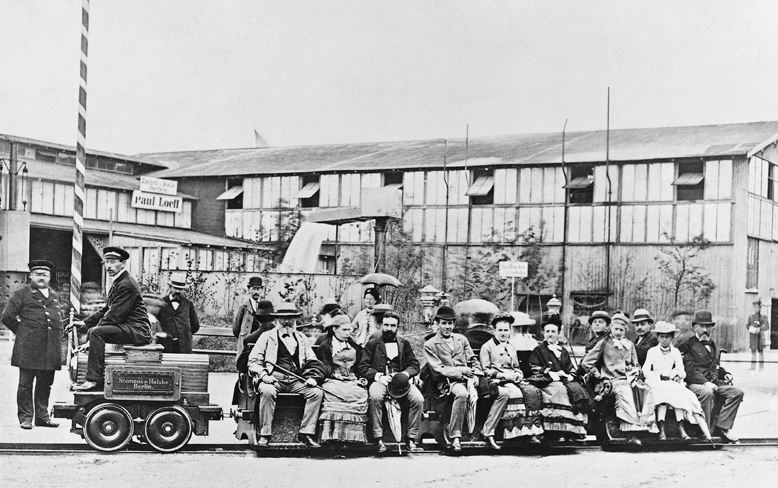
Train de démonstration de Werner von Siemens, 1879
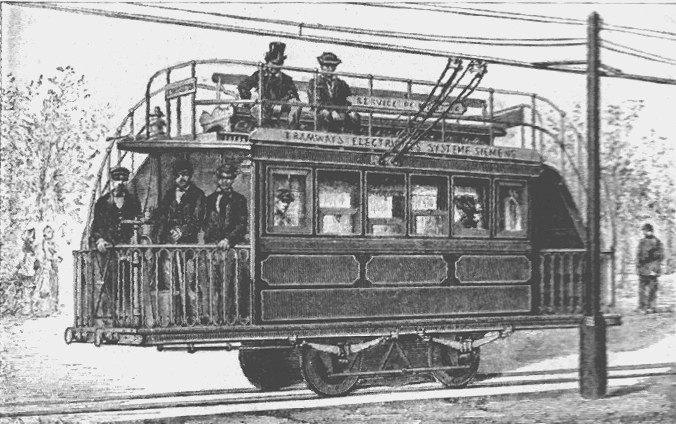
1re expérience de véhicule sous caténaire à Paris en 1881
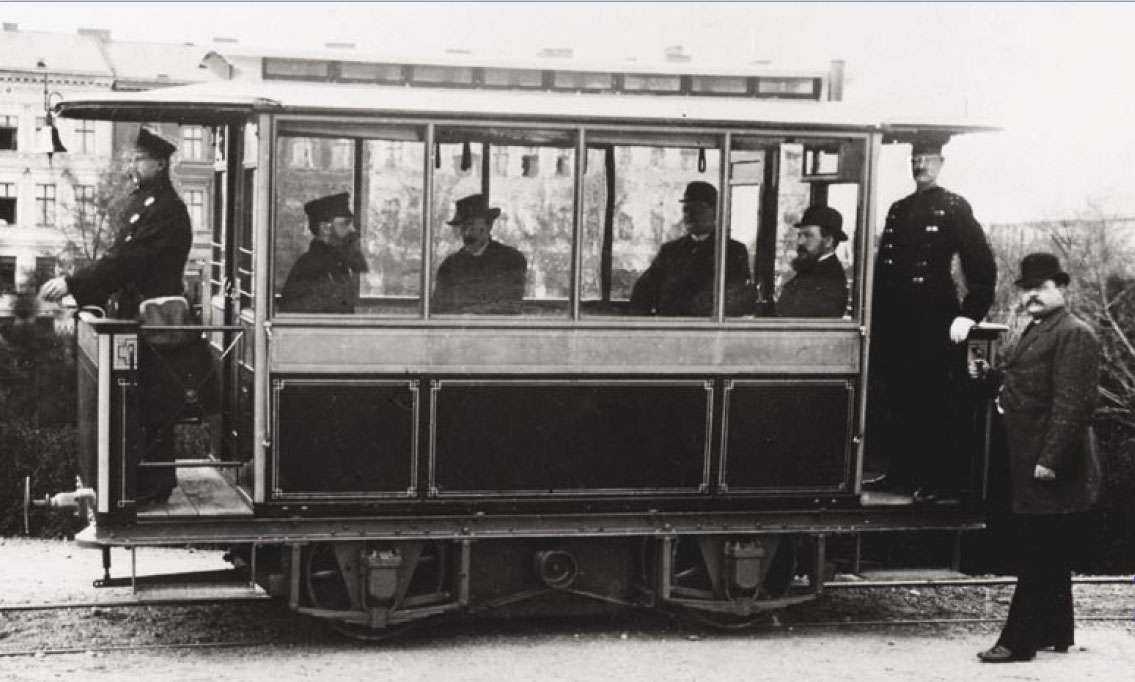
Le tramway de Lichterfelde, 1881, électrifié par les rails
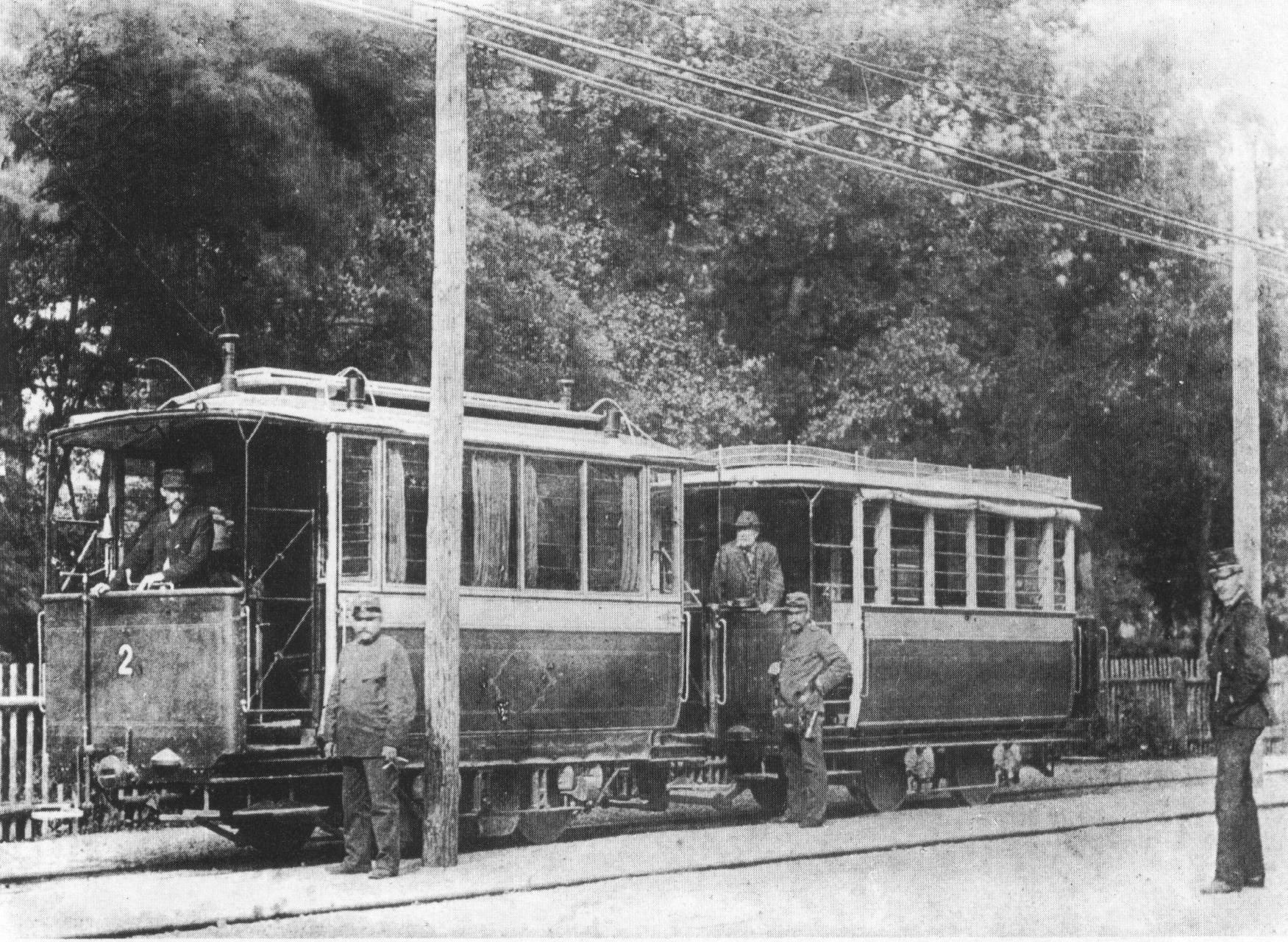
Tramway Mödling – Hinterbrühl en Autriche, 1883, le 1er sous caténaire.

### Applications en service commercial

#### XIXesiècle
En 1881 à Paris, le même Werner von Siemens fait la démonstration d'une alimentation par ligne de contact aérienne. La même année le premier tramway électrique est mis en service à Lichterfelde. Les véhicules de 4 kW étaient alimentés en 180 V par les rails.
Dès 1882, l'expression train électrique est utilisée alors qu'il est envisagé d'utiliser l'électricité pour mouvoir des trains à l'aide d'accumulateurs. 
En 1883, le tramway entre Mödling et Hinterbrühl près de Vienne en Autriche est le premier service régulier sous caténaire. 5 ans plus tard Frank J. Sprague appliquera cette alimentation par caténaire au tramway de Richmond.
En 1891, la première utilisation ferroviaire d'une tension alternative est due à Charles Brown, ingénieur chez Oerlikon à Zurich, qui a relié Lauffen am Neckar à Francfort-sur-le-Main (280 km) en utilisant un moteur triphasé. Brown a remarqué que ces moteurs triphasés bénéficiaient d'une meilleure puissance massique que les moteurs à tension continu du fait de l'absence de collecteur, étaient plus simples à produire et à entretenir. En revanche ils étaient plus volumineux et ne pouvaient pas être installés sous le plancher de la locomotive. En 1896, Oerlikon a réalisé la première application commerciale de cette technologie avec le tramway de Lugano (en) dans le Tessin, électrifié en triphasé 750 V 40 Hz par une double ligne de contact. Les motrices de 30 t et 110 kW, bien adaptées aux fortes pentes de la ligne, fonctionnaient à une vitesse constante et fournissaient un freinage régénératif. En 1896-1898, Kálmán Kandó a également expérimenté le triphasé avec le funiculaire d'Évian-les-Bains (600 V).
Le 18 mai 1891, mise en service de la première locomotive électrique suisse sur la ligne de chemin de fer à voie étroite entre Sissach et Gelterkinden. Elle possédait deux moteurs de 25 ch, pour une vitesse de 18 km/h, construite par la société des Ateliers de construction Oerlikon et circule jusqu'au 8 janvier 1916.
Le 21 juillet 1899, le Burgdorf-Thoune-Bahn devient le premier chemin de fer électrifié d'Europe, en triphasé 750 V 40 Hz. Les locomotives sont produites par la société Brown, Boveri & Cie.

Premiers trains commerciaux
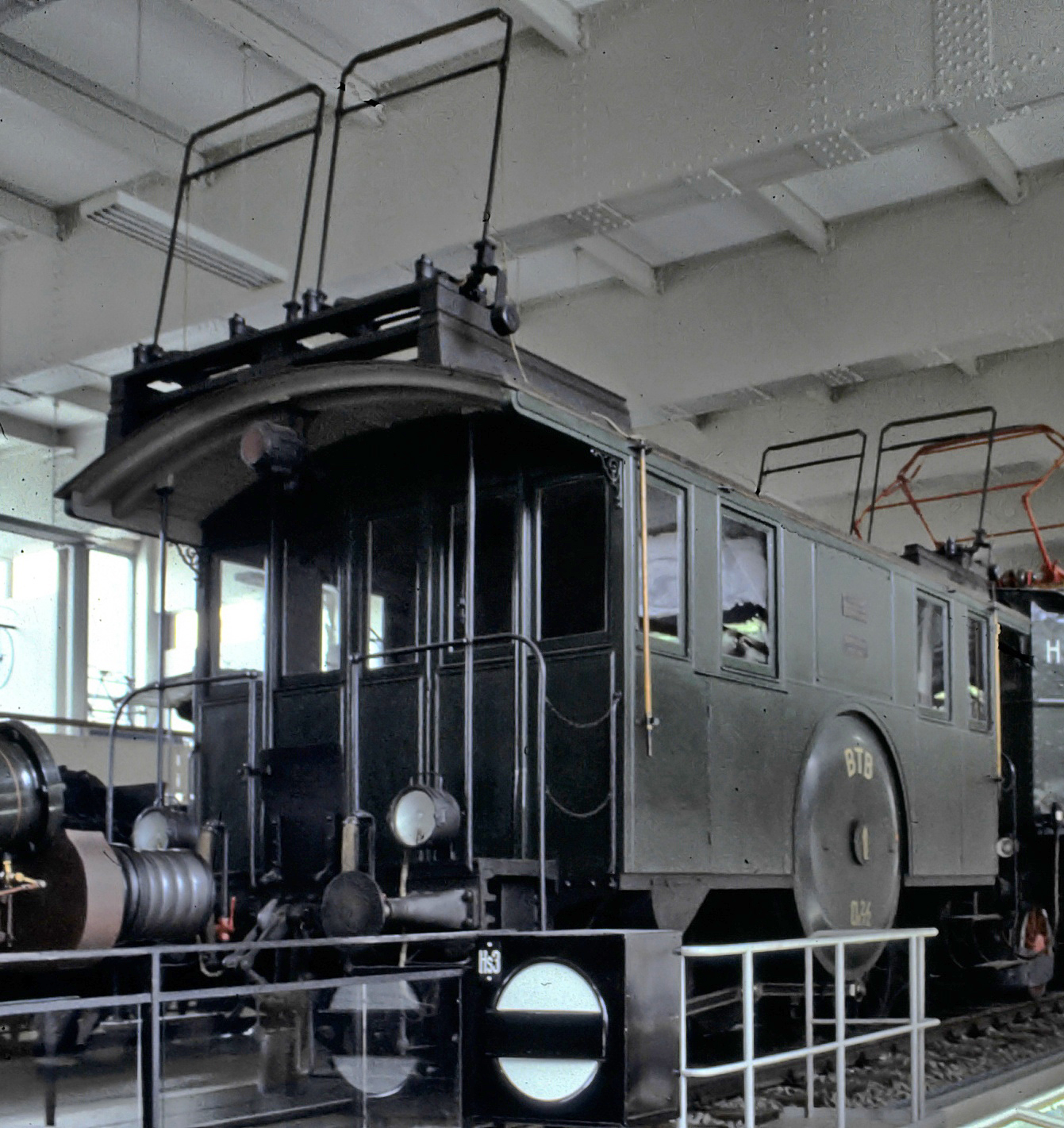
Le 21 juillet 1899 le Burgdorf-Thoune-Bahn est la première ligne électrifiée d'Europe (triphasé 750 V 40 Hz).
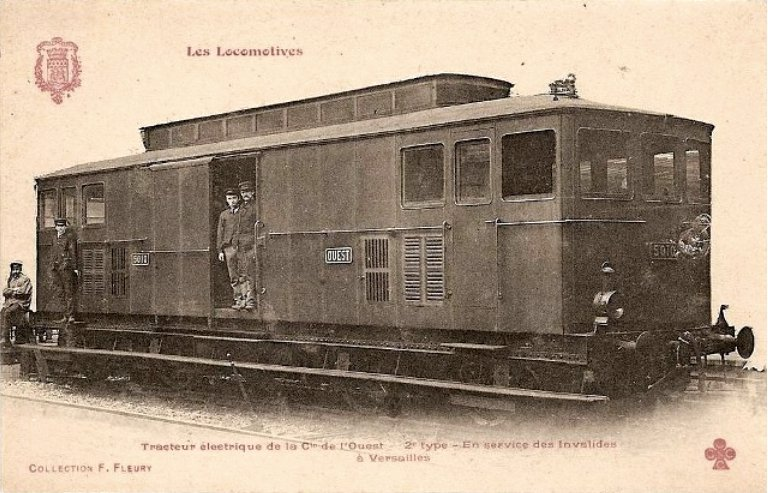
Locomoteur 5000 de l'Ouest, 1900, alimenté en 650 V par troisième rail sur la ligne des Invalides.
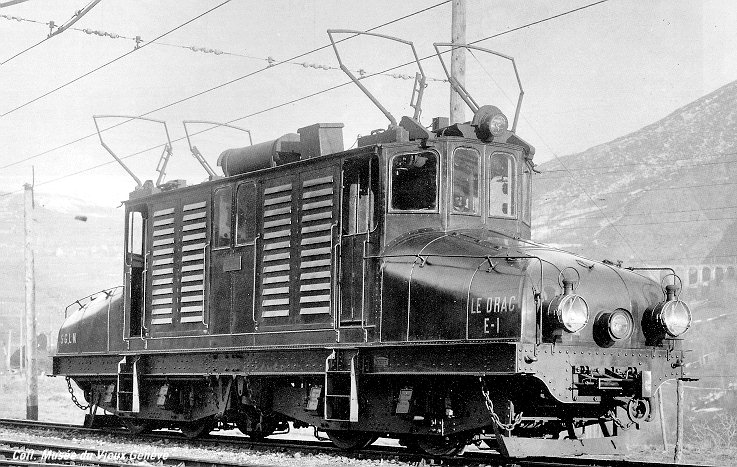
Locomotive E 1 du chemin de fer de la Mure, 1903, alimentée par caténaire bipolaire ±1 200 V.

#### XXesiècle

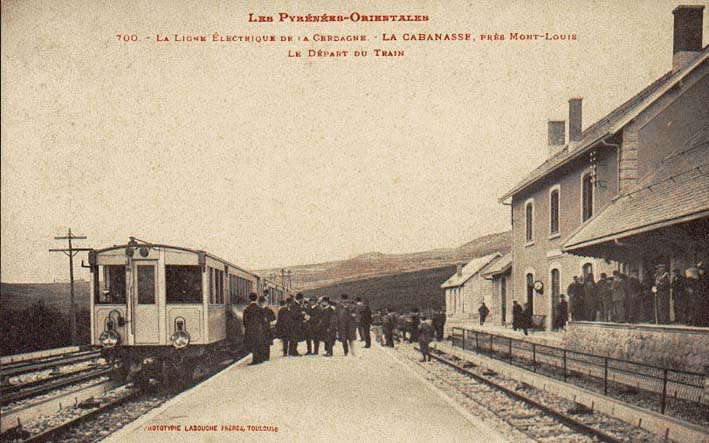
Matériel roulant de la ligne de Cerdagne, dans sa configuration d'origine, en gare de Mont-Louis - La Cabanasse (Pyrénées), vers 1910.

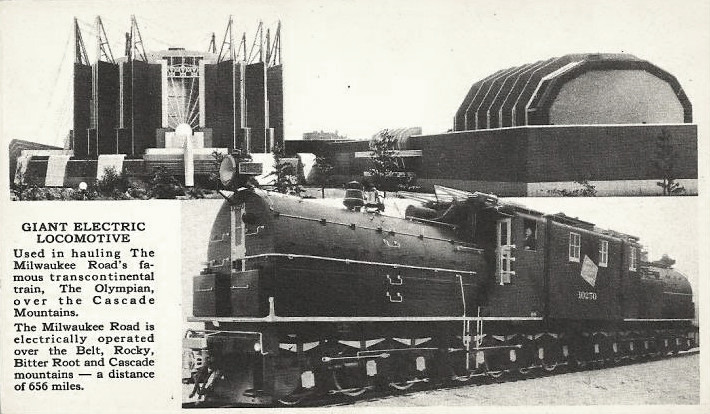
MILW EP 2, ((1Bo)Do)(Do(Bo1)), 1911.

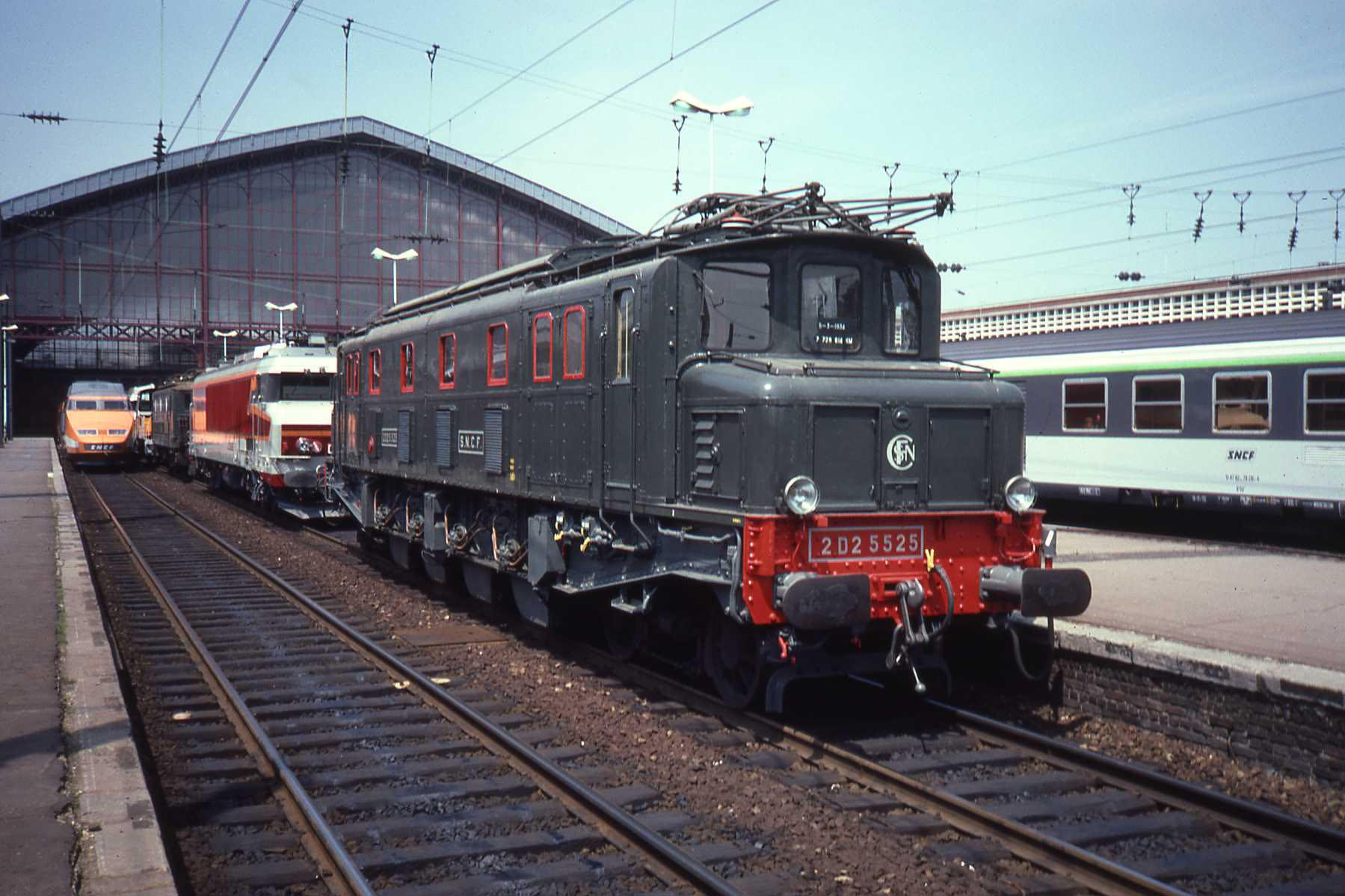
SNCF 2D2 5500, 1926.

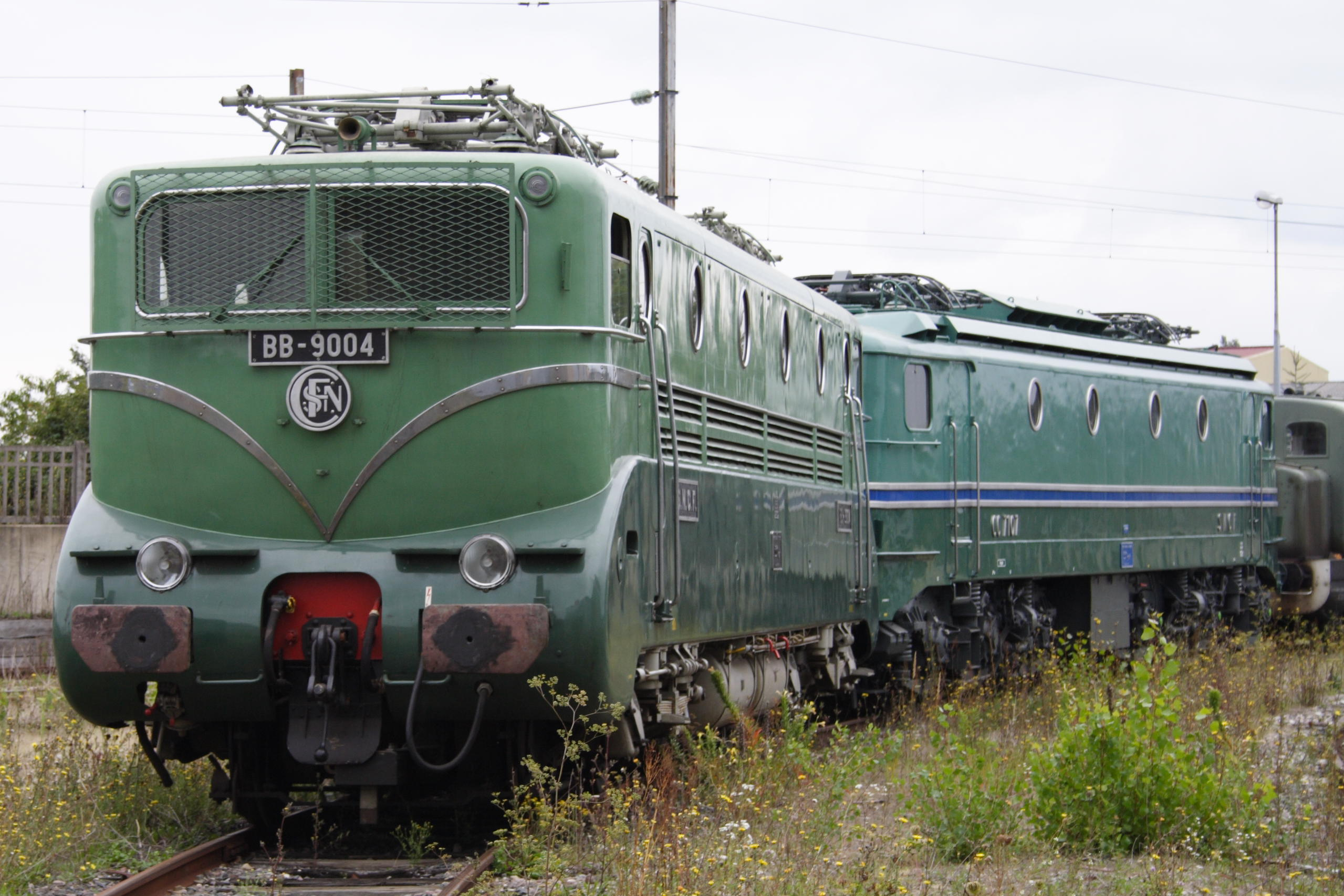
Les 2 championnes du monde de vitesse de 1955 331 km/h, les BB 9004 et CC 7107.

La première exploitation du monophasé à fréquence industrielle remonte à 1901 avec les locomotives Oerlikon conçues par Hans Behn-Eschenburg et Emil Huber-Stockar pour la ligne Seebach — Wettingen (achevée en 1904). Les locomotives 15 kV 50 Hz de 48 t utilisaient des transformateurs et des convertisseurs rotatifs pour alimenter en courant continu les moteurs de traction.
En 1901 en France, la ligne de Saint-Gervais-les-Bains-Le Fayet à Vallorcine est mise en service. Cette ligne de montagne à voie métrique est équipée d'une alimentation en tension continu de 800 V, assurée par un troisième rail. La traction électrique fournit une puissance suffisante pour exploiter la ligne en simple adhérence malgré un profil difficile. Mise en service à partir de 1909, la ligne de Cerdagne présente des caractéristiques très voisines, avec une tension continu de 850 V.
Le 15 octobre 1902, la Rete Adriatica met en service la ligne de la Valtellina dans le nord de l'Italie. Cette ligne a eu une renommée mondiale pour avoir été électrifiée en triphasé, un mode d'alimentation aujourd'hui abandonné (il fallait deux lignes de contact en caténaire) et surtout la haute tension alternative de 3 000 V 15 Hz. Les locomotives étaient réalisées par Ganz à Budapest. La ligne est convertie au monophasé 15 kV 16 ²⁄₃ Hz le 2 mars 1930.
En 1903, le chemin de fer de la Mure met en service les Bo'Bo'E 1 à 5, alimentées en tension continu par une double ligne de contact ±1 200 V. Elles sont remplacées par une caténaire unique sous une tension de 2 400 V en 1951.

Différents types de locomotives électriques
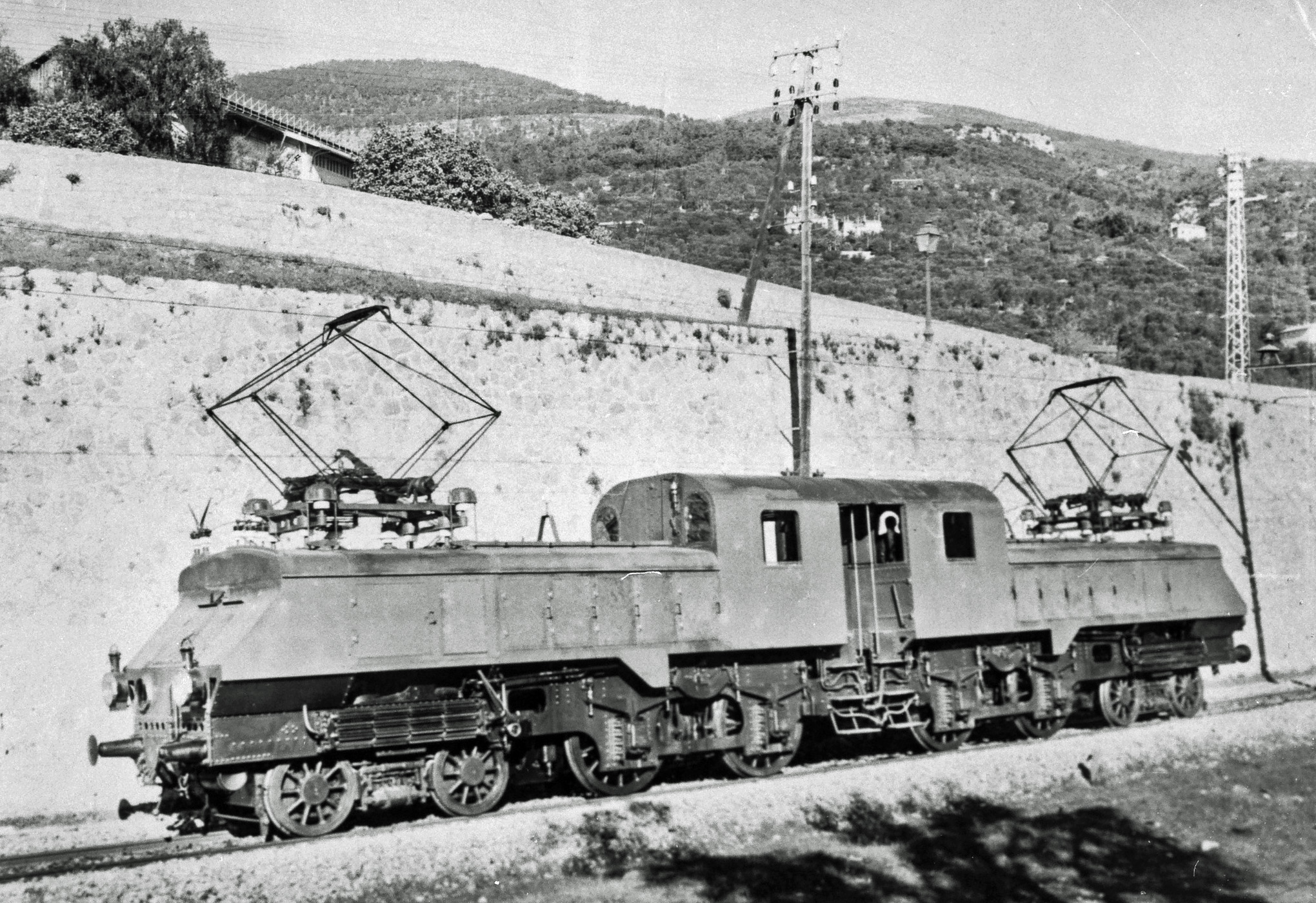
Ce prototype 2'Bo+Bo2' monophasé du PLM évoque 2 American dos à dos.
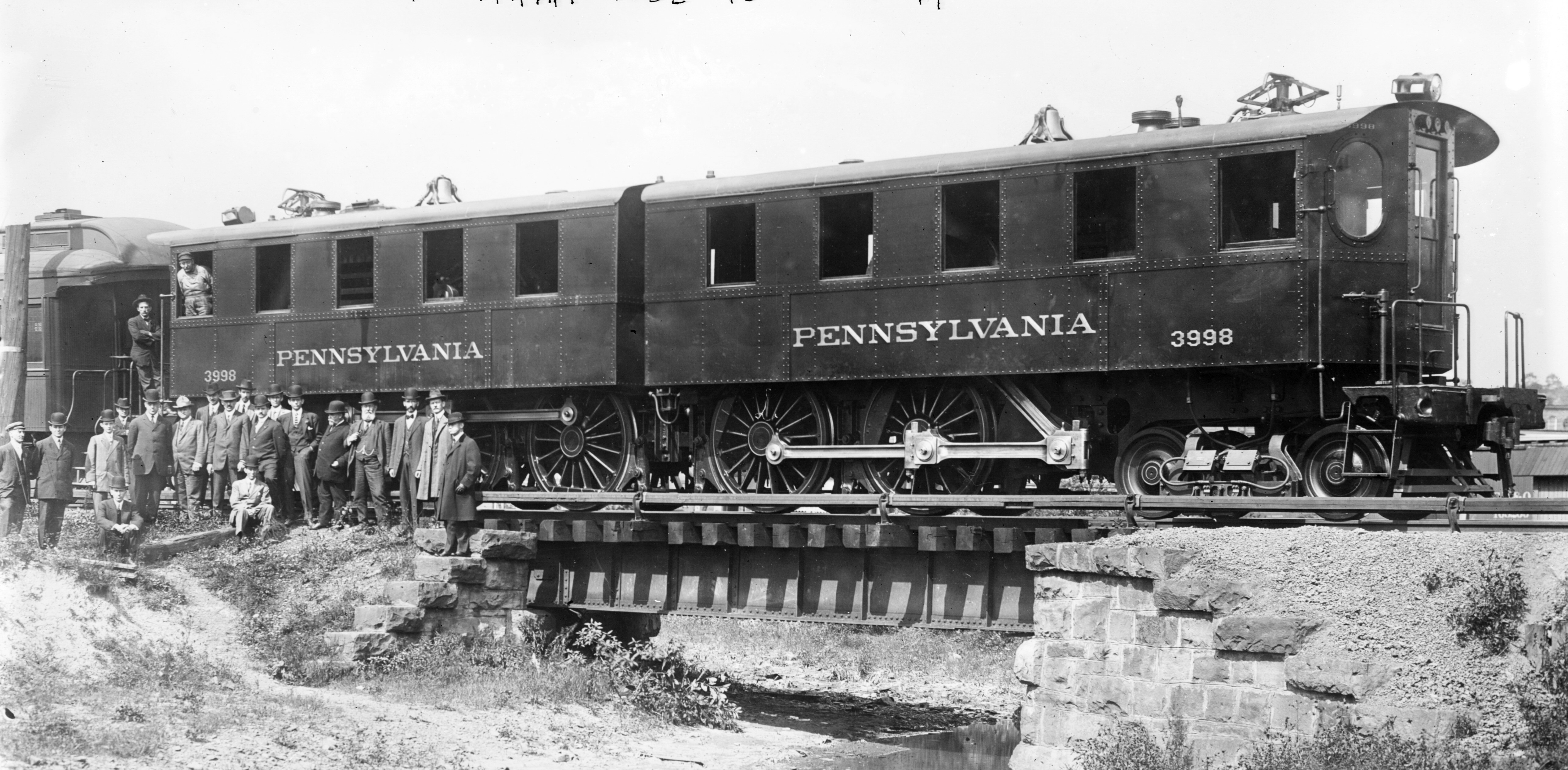
Locomotive articulée 2'B+B2' PRR DD1, 1911, alimenté par troisième rail 650 V.
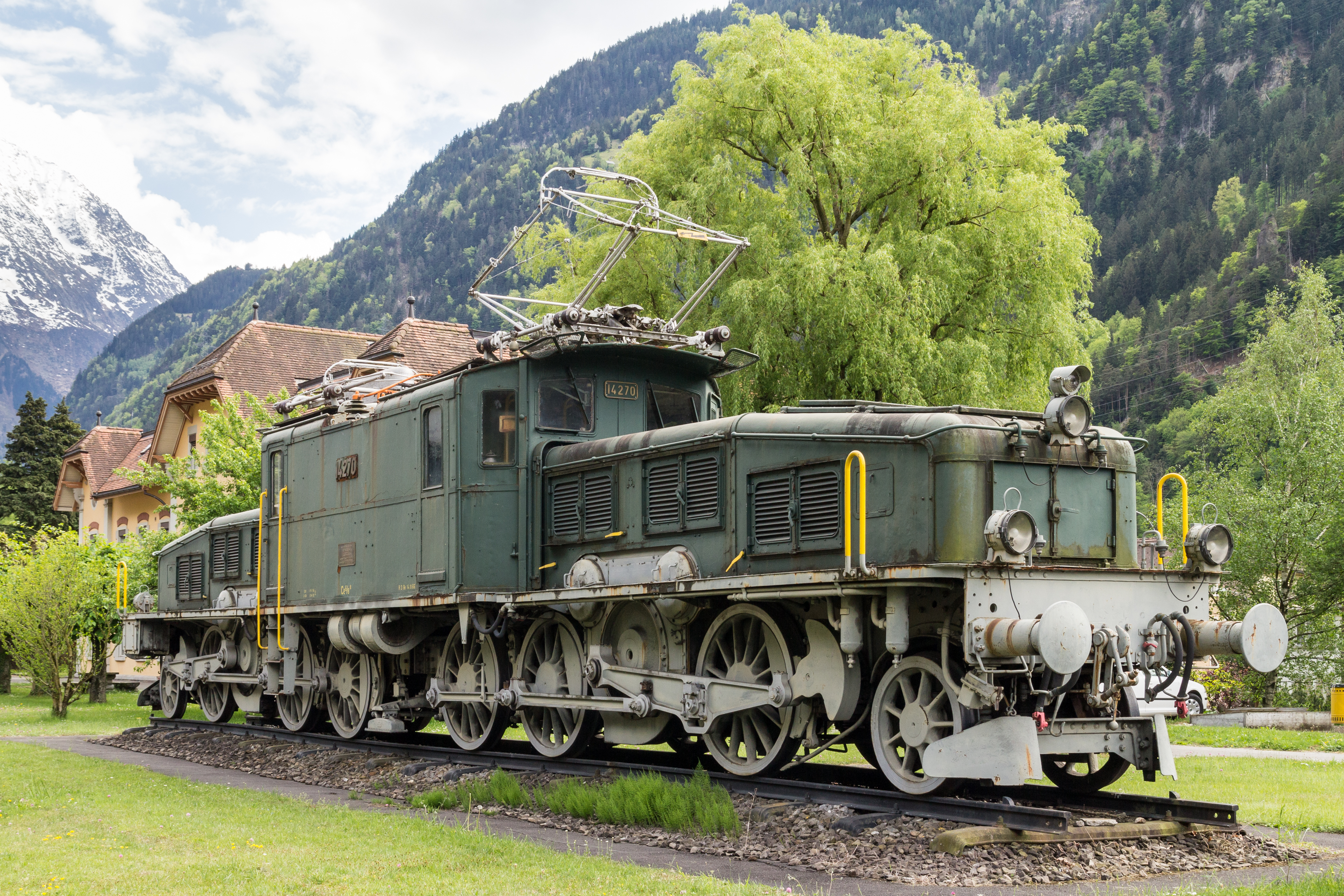
« Crocodile » Ce 6/8 (1'C)(C1'), monophasé 15 kV 16 ²⁄₃ Hz, 1919.
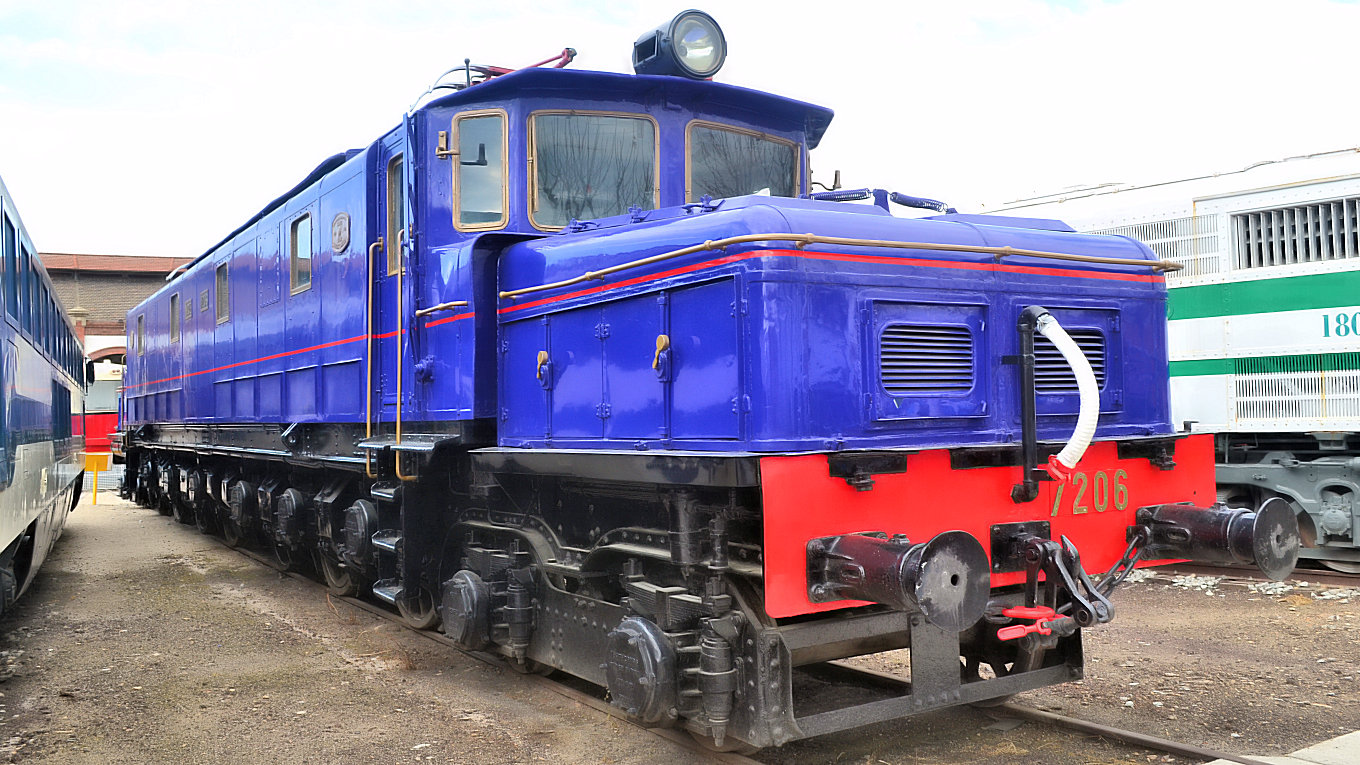
Renfe 272, (2'Co)(Co2'), 1928, 3 kV.

Si les premières locomotives de manœuvre ou de banlieue étaient déjà de type Bo'Bo', la conception des grosses locomotives de ligne restait influencée par les locomotives à vapeur, avec de grandes roues motrices fixes et des essieux directeurs aux extrémités.

### Les records de vitesse

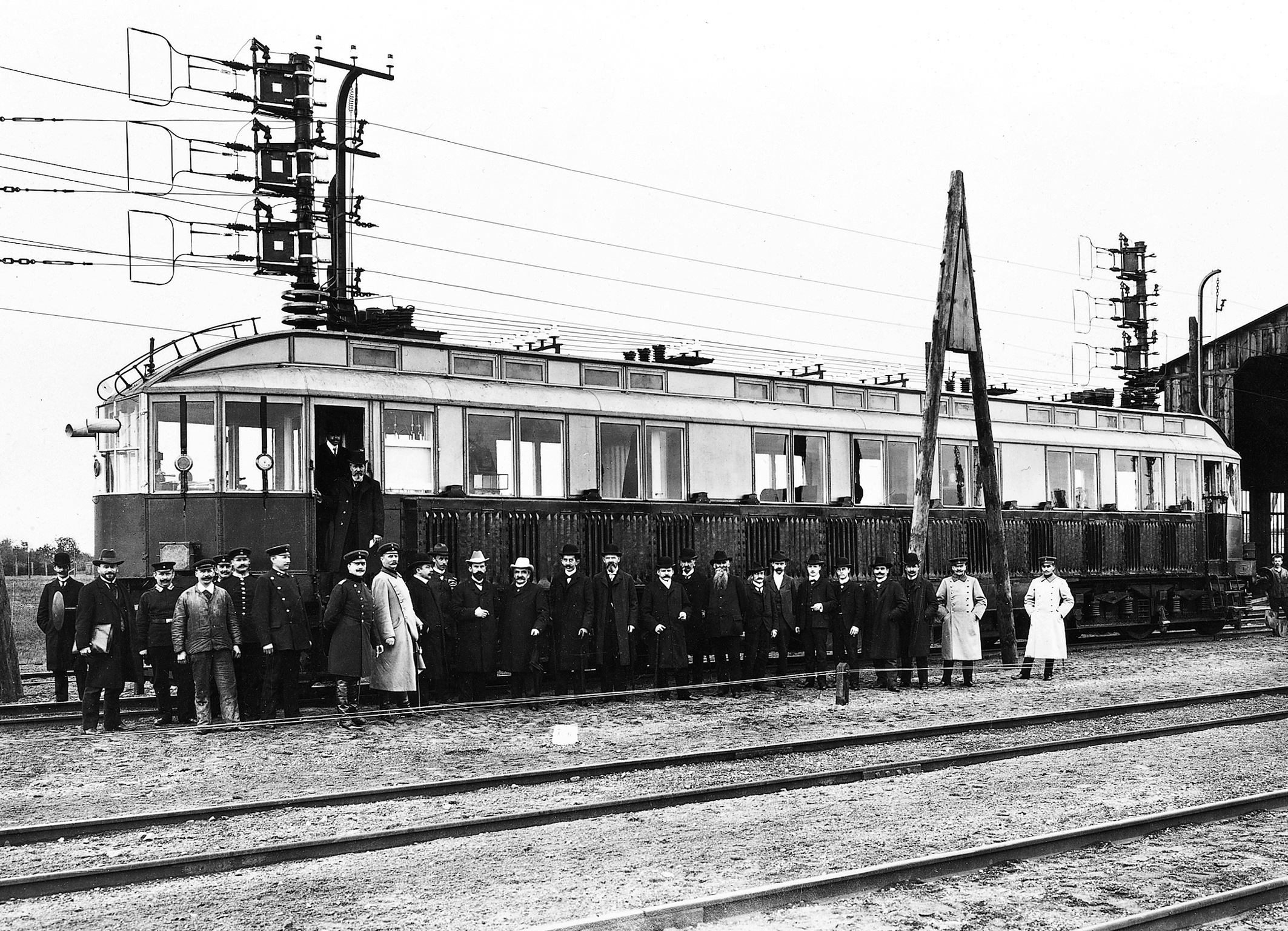
Une des automotrices allemandes du record de 1903.

La traction électrique montre rapidement sa supériorité en matière de vitesse. Dès 1903, une automotrice Siemens alimentée en triphasé atteint les 213 km/h en Allemagne. La même année en octobre, une autre automotrice, produite par AEG, s'approche de ce record en roulant à 210 km/h. 
En 1924, l'expression « train électrique » est utilisée pour parler de vrais trains mus à l'électricité.
Le 20 juillet 1939, la rame automotrice italienne ETR 200 Breda C.F. bat le record du monde de vitesse à 203 km/h. Ce record ne concerne pas la vitesse pure mais le record mondial de vitesse pour une rame automotrice standard sur une longue distance (316 km), sur voie normale et montagneuse, entre Florence et Milan.
Après la Seconde Guerre mondiale, la traction électrique s'impose sur toutes les grandes lignes surtout en Europe, et contribue fortement à l'amélioration des temps de parcours.
En 1955, deux motrices électriques battent le record de vitesse sur rail (331 km/h) : la BB 9004 et la CC 7107 de la Société nationale des chemins de fer français, sur une ligne droite et plate des Landes.
À partir des années 1970, l'apparition de l'électronique de puissance (thyristors GTO puis plus tard IGBT) a constitué un réel progrès de la traction électrique.
Les trains à grande vitesse (TGV) utilisent presque tous l'énergie électrique à l'exception par exemple du prototype TGV 001 à turbines à gaz. L'un de ces TGV (SNCF) a atteint 574,8 km/h lors d’un record du monde de vitesse sur rail en 2007.

## Technologie

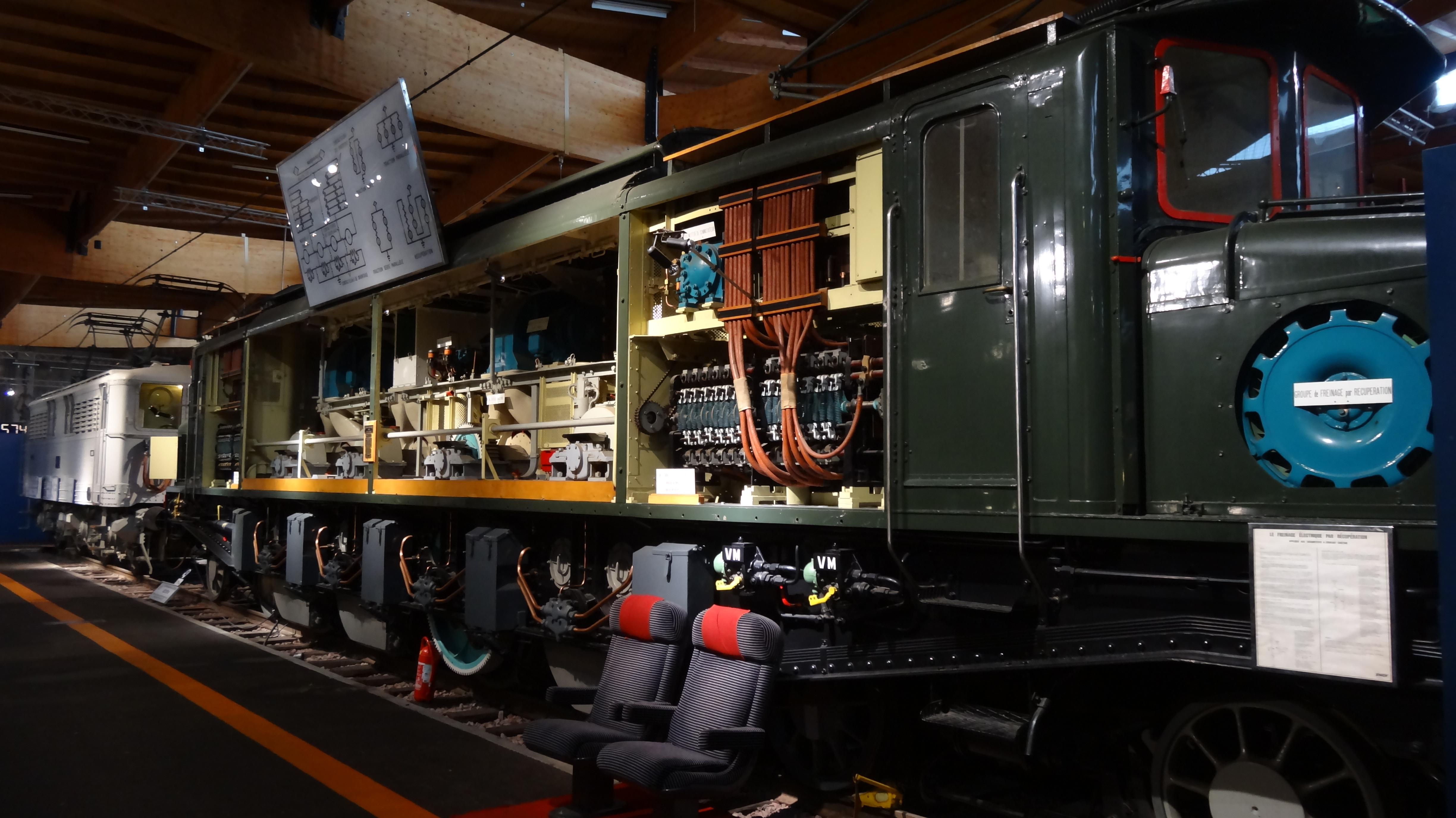
Vue en coupe d'une 2D2 5500.

### Alimentation électrique
Les locomotives électriques reçoivent leur énergie de l'extérieur sous forme de tension électrique, soit d'un câble tendu au-dessus de la voie, la caténaire, soit d'un troisième rail au sol. Ce type d'alimentation, avec infrastructure associée (centrales électriques, transformateurs, etc.) rend très cher les installations et l'équipement d'une voie. Mais les avantages de la traction électrique sont nombreux : puissance, coût d'entretien plus réduit que pour les locomotives diesel, accélération importante, freinage régénératif (moteurs devenus des génératrices provoquant ainsi un ralentissement), de l'énergie est ainsi d'abord restituée, puis par freinage rhéostatique elle est dissipée en chaleur dans une résistance (occasionnant une décélération), ou, par freinage régénératif la tension des moteurs (devenus génératrices par commande) est soit immédiatement utilisée pour la traction d'autre(s) motrice(s) soit emmagasinée temporairement dans des condensateurs ou des batteries d'accumulateurs). Elles sont appréciées pour le transport de voyageurs dans les zones densément peuplées et sont systématiquement utilisées pour les trains à grande vitesse (comme le TGV, Thalys, Eurostar, ICE ou Shinkansen) parce que les moteurs de forte puissance massique sont faciles à embarquer dans ces véhicules moteurs vu le besoin.

### Type de tension

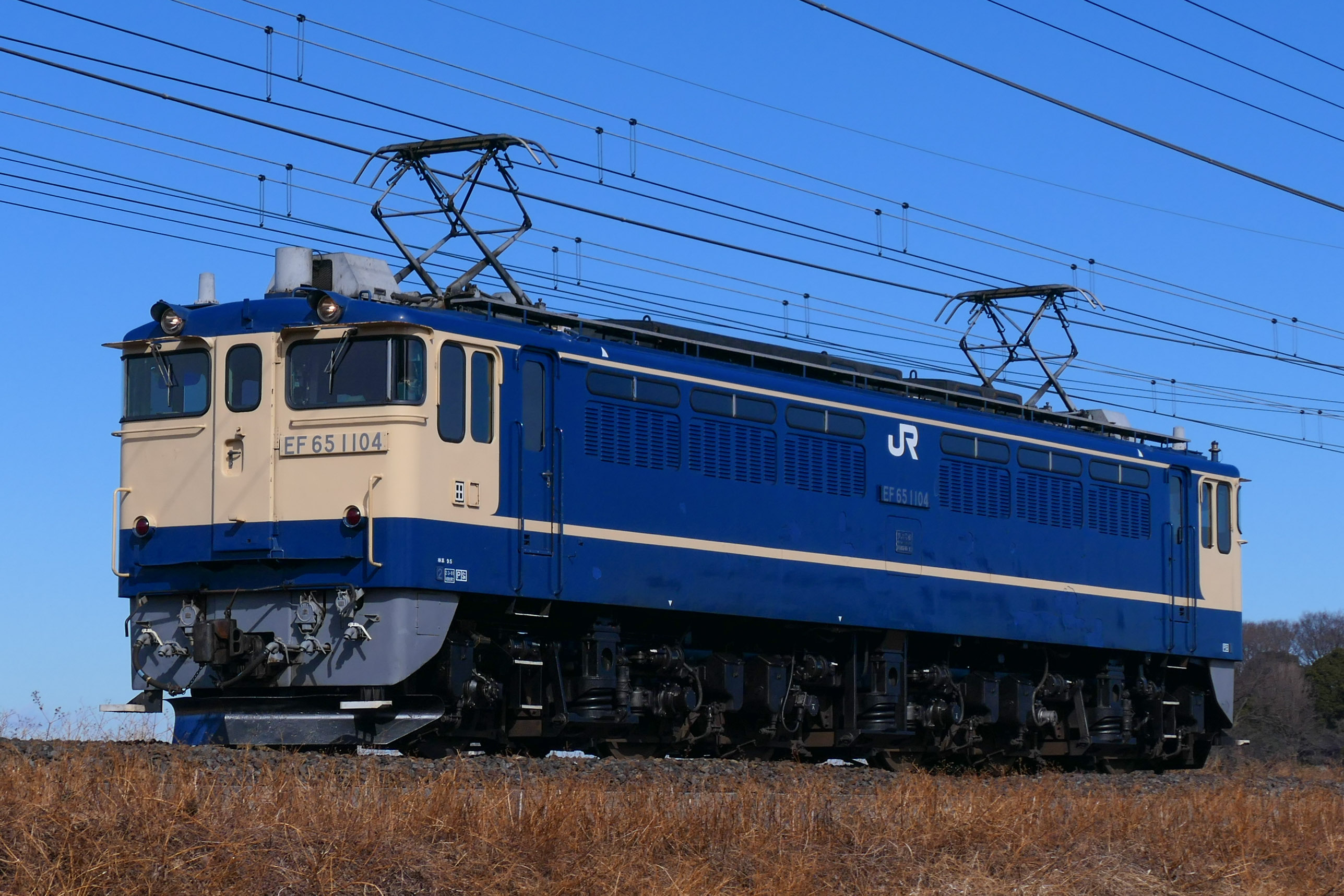
EF65 (Bo'Bo'Bo') des Chemins de fer japonais (3 kV continu).

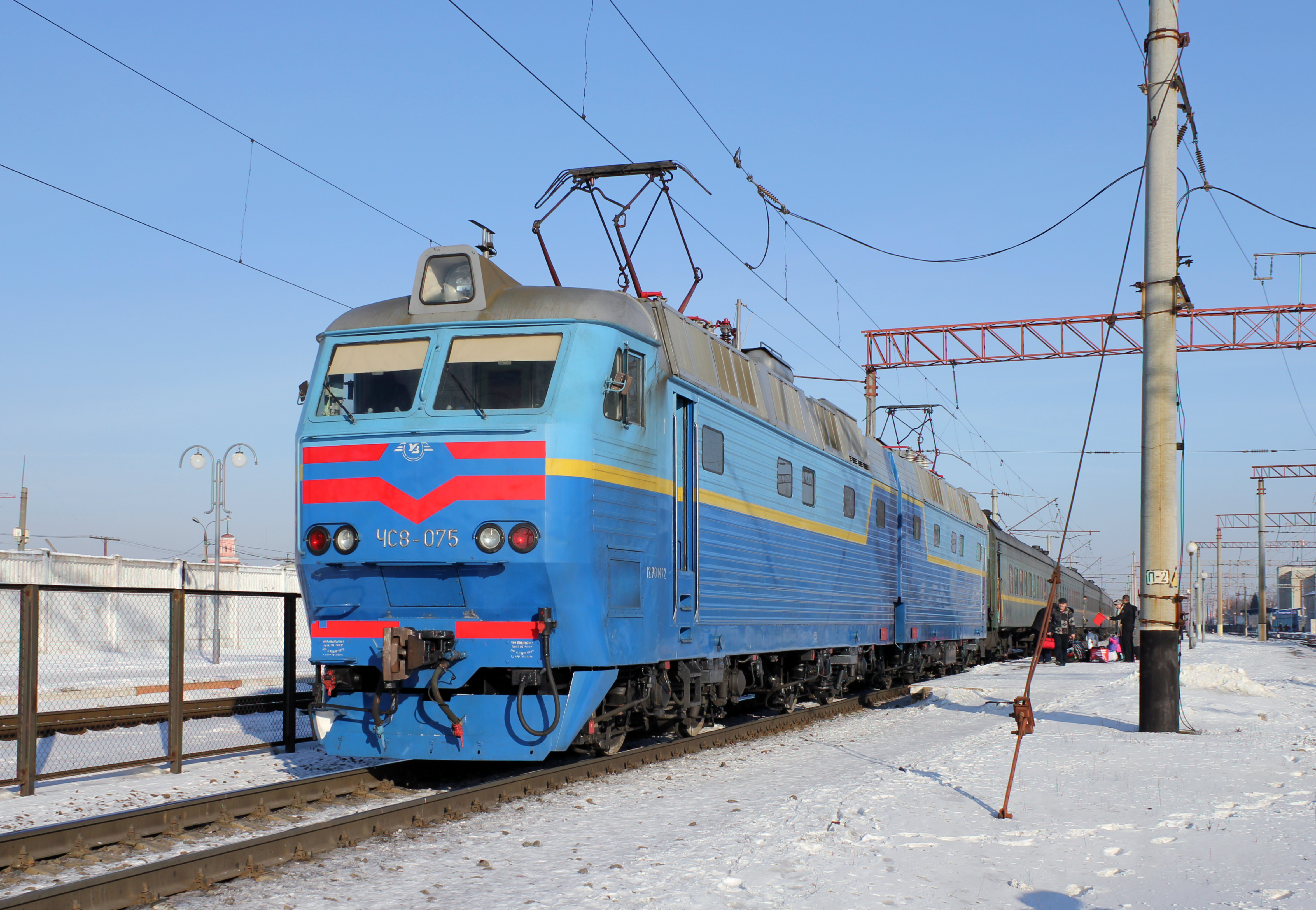
ChS8 (ЧС8) des Chemins de fer russes et ukrainiens : une Bo'Bo+Bo'Bo' articulée fonctionnant sous 25 kV.

Les systèmes ferroviaires les plus modernes utilisent une source de tension alternative à fréquence industrielle. Les moteurs électriques installés sont des moteurs asynchrones triphasés (EuroSprinter, Prima…) ou synchrones à aimants permanents (AGV…).
En France, la majeure partie du réseau ferré est équipée de caténaires alimentées en tension alternative de 25 kV 50 Hz. Cependant on trouve encore de vastes zones alimentées pour des raisons historiques en tension de 1 500 volts continus sur le réseau ferroviaire français : une partie de la France de l'Ouest (gare Montparnasse - Le Mans), toute la France du Sud-Ouest (gare d'Austerlitz) et toute la France du Sud et du Sud-Est (gare de Lyon) à l'exception de la Côte d'Azur. Cette tension se retrouve en Afrique du Sud, en Suisse (pour les chemins de fer à voie étroite) et aux Pays-Bas.
En milieu urbain et suburbain, la tension continue conserve sa prévalence en raison :
- de sa facilité d'exploitation par des réseaux publics ou dédiés pour des machines peu puissantes,
- de l'absence de sections de séparation de phase très difficiles à insérer,
- de la diminution du coût des tunnels (un mètre de diamètre en moins pour un monotube)
- et de l'impossibilité réglementaire d'avoir des quais de plus de un mètre de hauteur par rapport au plan de roulement de la voie, norme (NFF77-100).

L'alimentation se fait avec une tension de 3 000 volts continus en Italie, en Espagne, en Pologne, en Russie et en Belgique.
Les lignes du Sud de l'Angleterre sont alimentées en tension de 750 volts continus par troisième rail.
L'Allemagne, l'Autriche, la Suisse, la Norvège et la Suède sont électrifiées en tension alternative de 15 kV à la fréquence de 16 ²⁄₃ Hz.

### Multiples tensions sur une même machine

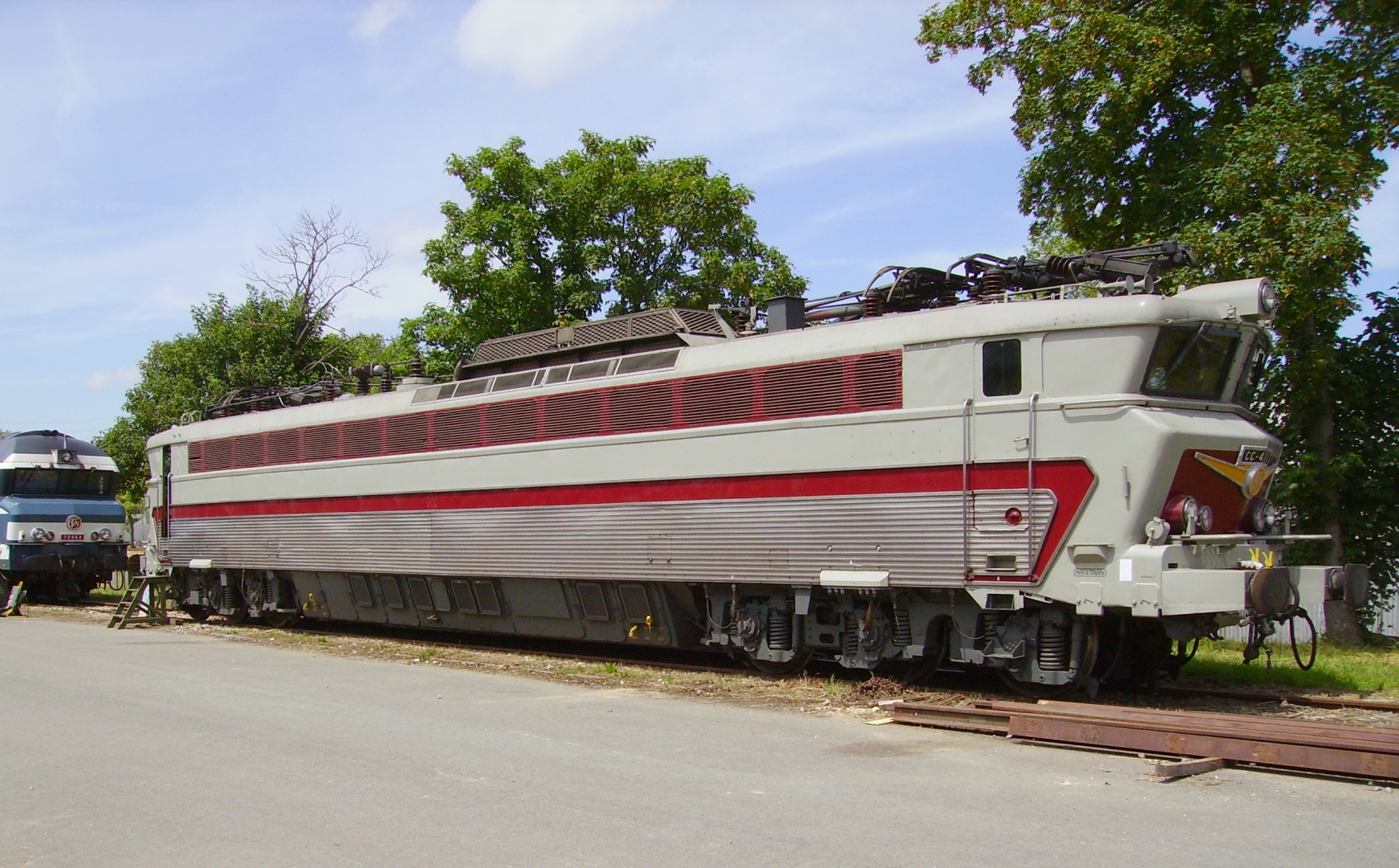
SNCF CC 40100 quadricourant, 1964.

Une locomotive électrique peut être en monocourant (monotension ou alimentée par un seul type de tension, soit alternative, soit continu) ou bien en polycourant (polytension, c'est-à-dire apte à utiliser plusieurs types de tension abusivement désigné le plus souvent par bi- ou tricourant). On peut dire « Bi-courant », pour des machines qui peuvent utiliser la tension alternative (et consommant du courant alternatif) et la tension continue (et consommant du courant continu). Les termes « Quadricourant » et « tricourant », n'ayant aucune existence physique devraient être remplacés par les termes Quadritension ou Tritension pour les différents types d'alimentation alternative accessible par une locomotive.
Les locomotives électriques actuelles sont soit de petites machines à accumulateurs utilisées essentiellement dans les mines, soit de puissantes locomotives de ligne de 6 MW, ou plus, alimentées par caténaires[réf. nécessaire].